# Valailles
Valailles település Franciaországban, Eure megyében. Lakosainak száma 409 fő (2022. január 1.). Valailles Bernay községgel határos.

## Népesség
A település népessége az elmúlt években az alábbi módon változott:
| Lakosok száma | 163  | 273  | 303  | 366  | 396  | 391  | 384  | 384  | 392  | 409  |
|               | 1968 | 1982 | 1990 | 2006 | 2013 | 2015 | 2017 | 2019 | 2020 | 2022 |